# Sylwia von Wildburg
Sylwia von Wildburg (* 15. Januar 1977 in Stettin, Polen) ist eine ehemalige deutsche Schauspielerin.

## Leben
Im Alter von drei Jahren bekam Sylwia von Wildburg klassischen Ballettunterricht. Aufgrund des Berufs ihres Stiefvaters zog sie mit fünf Jahren für anderthalb Jahre nach Florida in die USA, dann für zwei Jahre zurück nach Polen, im Anschluss für dreieinhalb Jahre nach Saarbrücken, nochmals für ein Jahr nach Florida und dann wieder nach Saarbrücken. Seit dem neunten Lebensjahr tanzte sie am Saarländischen Staatstheater in Saarbrücken. Mit 19 bekam sie dort erste kleine Schauspielrollen, unter anderem in Othello. Theater spielte sie auch auf der Bühne der Hochschule für Film und Fernsehen (HFF) in Potsdam-Babelsberg (Die Dreigroschenoper), an der sie von 2000 bis 2004 studierte. Im Fernsehen war sie unter anderem in Susanne und Paul (Pilotfilm, RTL), In der Höhle der Löwin (ZDF, 2003), in den Kurzfilmen Kings Creole – Der Vertrag, El Salvador, Sleeping around, Heute wird gestorben und im Kino in Sommerloch zu sehen. In der RTL-Serie Hinter Gittern – Der Frauenknast stand Sylwia von Wildburg 2004 bis 2006 als Annika Jesske vor der Kamera. 2009 hatte sie einen Gastauftritt in der ZDF-Telenovela Alisa – Folge deinem Herzen. Seit 2014 arbeitet sie nicht mehr als Schauspielerin.

## Filmografie
- 2003: In der Höhle der Löwin
- 2003: Sommerloch
- 2003: Kings Creole – Der Vertrag
- 2004–2006: Hinter Gittern-Der Frauenknast
- 2009: Alisa – Folge deinem Herzen (eine Folge)
- 2014: Alles Klara (eine Folge)